# Teruki Tabata
Teruki Tabata (田畑 輝樹 Tabata Teruki?,  nacido el 16 de abril de 1979 en Kagoshima) es un exfutbolista japonés. Jugaba de defensa y su último club fue el Albirex Niigata de Japón.

## Trayectoria

### Clubes
| Club            | País  | Año         |
| --------------- | ----- | ----------- |
| Albirex Niigata | Japón | 1998 - 1999 |